# Edward Moran

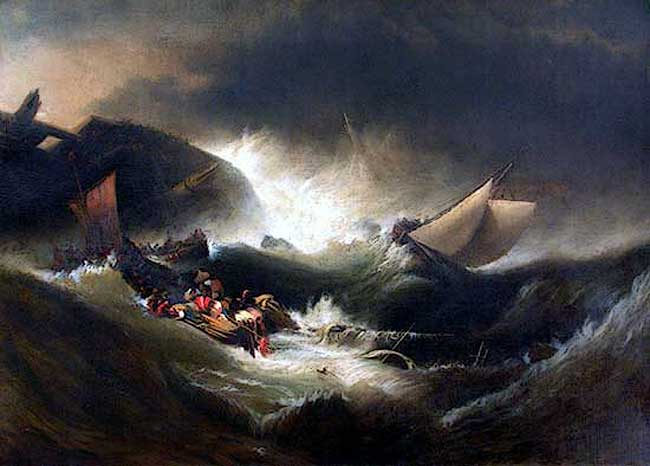
The Wreck (El Naufragio), obra de Edward Moran.

Edward Moran (Bolton, Lancashire, Inglaterra, 19 de agosto de 1829 - Nueva York, 8 de junio de 1901) fue un pintor estadounidense de origen inglés. Destacó sobre todo por sus pinturas sobre temas marítimos.

## Biografía

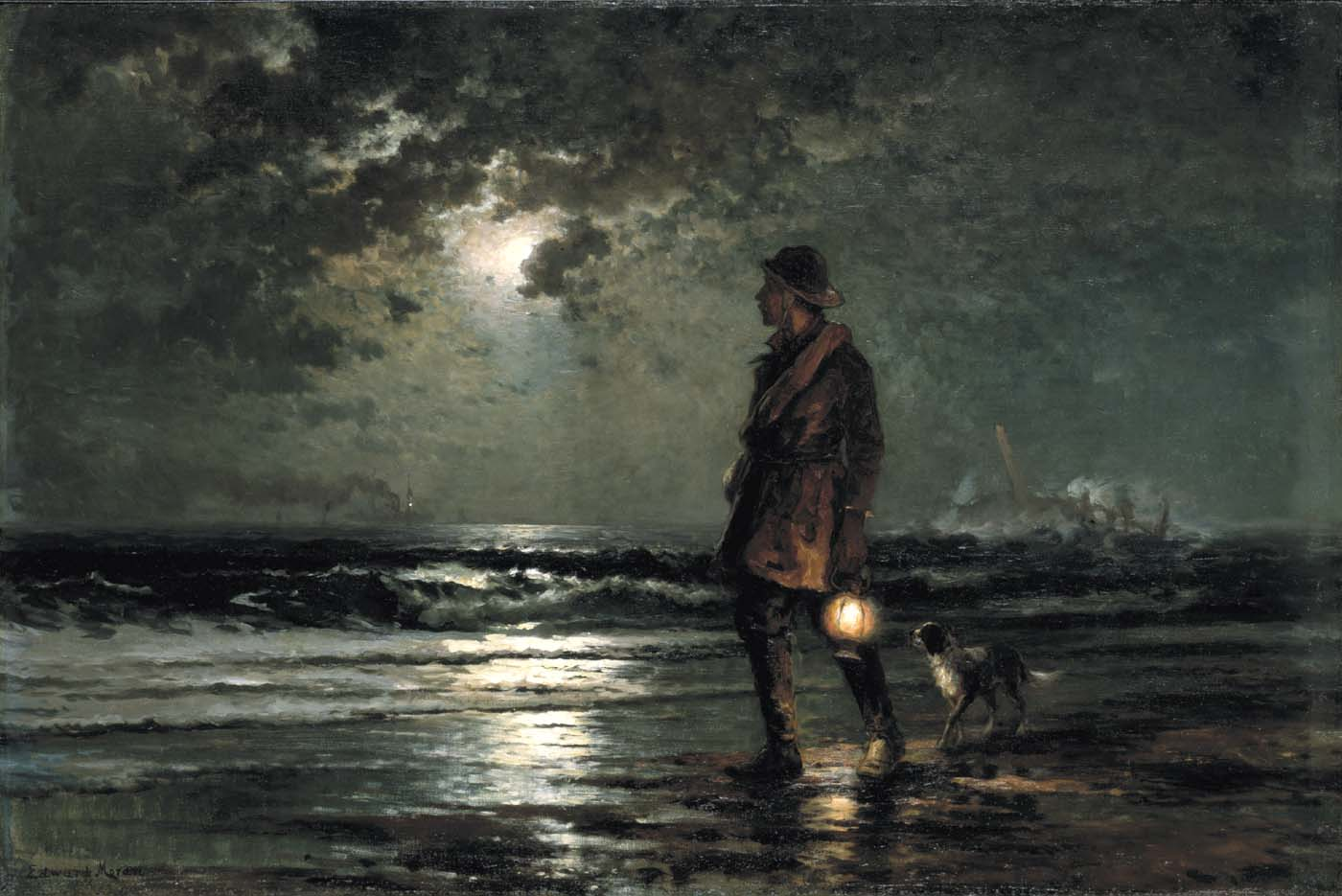
Patrulla salvavidas, 1893. Museo Smithsonian

Nacido en Bolton, Lancashire, Edward Moran emigró con su familia a Estados Unidos a la edad de quince años y se estableció en Filadelfia donde, tras haber aprendido el oficio de tejedor de su padre, se convirtió en discípulo de James Hamilton y Paul Weber. En 1862 ingresó en la Royal Academy de Londres. Fundó un estudio en Nueva York en 1872 y, desde 1877 y por muchos años, vivió en París. Fue pintor de temas marinos y existen ejemplos de su obra en numerosas colecciones. Entre sus lienzos se encuentran trece pinturas históricas con las que trató de ilustrar la historia naval de Estados Unidos desde la época de Leif Eriksson hasta la vuelta de Filipinas del almirante George Dewey y su flota en 1899.
Sus hijos Edward Percy Moran (nacido en 1862) y Leon Moran (nacido en 1864), así como sus hermanos Peter Moran (1842) y Thomas Moran también se convirtieron en destacados pintores.